# Jorge Farías
Jorge Farías Villegas (Valparaíso, 6 de agosto de 1944 - Valparaíso, 21 de abril de 2007) también conocido como el Negro Farías o El Ruiseñor de los cerros porteños, fue un cantautor de Valparaíso. Es conocido por ser el primero en grabar y popularizar la canción la Joya del Pacífico, que interpreta el mismo en la película Valparaíso, Mi Amor.
En abril de 2008 fue inaugurada en la Plaza Echaurren de Valparaíso una estatua en su honor, que en diciembre de 2021 fue reemplazada por una de bronce.

## Biografía
Jorge "Negro" Farías nació el 6 de agosto de 1944 el Cerro Alegre, pero su infancia y gran parte de su vida vivió en el Cerro Cordillera, en el barrio San Francisco, sector con el cual estaba profundamente identificado. En sus inicios cantaba en ferias, circos y micros, y para 1956 comenzó a cantar en las radios locales, y para 1964 ya estaba dedicado a la música como profesional, siendo habitual en presentaciones de Radio Agricultura y Caupolicán; tras ganar un concurso de esta última pudo grabar su primer disco.
Durante los años sesenta fue un cantante habitual de la bohemia de Valparaíso. Bares como el Roland Bar, el Yako, La Caverna del Diablo, el Liberty y el American Bar eran donde interpretaba con gran éxito sus boleros y valses peruanos.        
Fue durante ese período que incorporó a su repertorio la canción "La Joya del Pacifico", una composición del chileno Víctor Acosta que había sido hasta entonces una canción de difusión limitada. En 1966 Farías graba el tema, como lado B de un single encabezado por la canción “No vuelvas más”, con la intención de dedicarla a una novia suya. En 1969 participa en la película Valparaíso, mi amor dirigida por Aldo Francia, donde el Ruiseñor de los cerros porteños interpreta "La Joya del Pacífico" en el bar Yako.
En los años 70 se radicó en Santiago, donde interpretaba regularmente para las radios de la capital, y grabar sus discos; también realizó giras por el país. Durante los años 80 participó en el Festival de la Una. En 1982 vuelve a Valparaíso, donde realizaría en adelante la gran mayoría de sus presentaciones. Realizó una gira a Europa en 1989, gracias a la invitación de los chilenos residentes. Durante seis meses realizó exitosamente presentaciones en Suiza, Francia, Italia, España y Alemania. Animado por la experiencia, en 1993 volvió al Viejo Continente, junto al cantante Ángel Lizama, con quien realizó presentaciones en Suecia, Dinamarca y Holanda. Farías recordaba como uno de los orgullos de su vida haber podido una vez dejar una rosa roja sobre la tumba de Charles Chaplin, en París.
Debido a sus problemas con el alcohol su carrera artística se vio truncada, y vivió en la pobreza. Sus últimos años almorzaba en el comedor de la Iglesia de la Matriz y muchas veces debió dormir en el albergue del Ejército de Salvación.  Intentó sin éxito conseguir una pensión de gracia, la que no pudo concretarse durante su vida. Tuvo un hijo, que no lleva su apellido, y con el cual perdió contacto en 1989, cuando la madre del niño se casó y el partió a su gira europea. No tuvo más hijos, y nunca estuvo casado.
Sus últimos años los pasó actuando en pequeños clubes, juntas de vecinos, bares o fiestas de barrio, donde siempre tuvo gran recepción del público porteño. Falleció el 21 de abril de 2007 en el Hospital Eduardo Pereira de Valparaíso, de cirrosis hepática, prácticamente en soledad y en la pobreza.

## Homenajes
Prácticamente desde el día de su muerte fue objeto de amplios homenajes y reconocimientos. El mismo 21 de abril de 2007 fue homenajeado en la Cumbre Guachaca, y ese mismo día se guardó un minuto de silencio durante el partido de futbol entre Santiago Wanderers y Audax Italiano.  Su funeral, realizado en la Iglesia de la Matriz, en el Barrio Puerto, tuvo una masiva concurrencia de los habitantes de Valparaíso.
En 2008 se instaló una estatua de Farías en la Plaza Echaurren de Valparaíso, fabricada de yeso pintado y a escala real por Henry Serrano. La escultura que incluye los detalles más curiosos del artista, como sus zapatos y sus característicos lentes oscuros. En la actividad que incluyó la presentación del cantante Luis Alberto Martínez, participaron además numerosas autoridades de la época, tales como el intendente Iván de la Maza; el alcalde Aldo Cornejo, además de los concejales y seremis. La estatua, fabricada en yeso pintado, ha sido  vandalizada constantemente por delincuentes que creen erróneamente que es de cobre o bronce.
En 2013 la Universidad de Valparaíso presentó el disco tributo a Jorge Farías “Volveré a triunfar”, de covers de sus temas más populares. Incluye catorce temas, interpretados por artistas tales como Sonora de Llegar, Macha y Bloque Depresivo, Los Chuchos, Luis Alberto Martínez, Salpica, La Salsativa y Javier Moraga.
En 2020 se estrenó el documental "Yo volveré a triunfar, el retorno de Jorge Farías", sobre la vida del cantante, resultando ganador de la 16.ª edición del Festival Internacional de Cine y Documental IN-EDIT. En 2021 fue presentado en el SANFIC de ese año.
Contrastan estos reconocimientos póstumos con la situación en vida de Farías, donde fue ignorado por las autoridades de la ciudad. Ejemplo de esto es que durante celebración que se realizó en Valparaíso al ser declarada la ciudad Patrimonio de la Humanidad fue invitado Lucho Barrios, quien interpretó “La Joya del Pacífico”, mientras que Jorge Farías únicamente asistió como parte del público. Barrios, quien popularizó mundialmente la canción, la grabó en 1969, mismo año en que Farías la interpretó en la película Valparaíso, mi amor.
Anualmente se realiza en su honor el Festival Jorge Farías de la música popular.